# HD 111199
HD 111199，又名BD-05 3569，SAO 138967、HR 4856，是一颗恒星，视星等为6.26，位于銀經301.18，銀緯56.56，其B1900.0坐标为赤經12h 42m 23.2s，赤緯-5° 56.56′ 16″。